# Plav
Plav je grad i općina u Crnoj Gori. 
Nalazi se u Sandžaku, u podnožju planinskog masiva Prokletije, na izvoru rijeke Lim.

## Stanovništvo
Po posljednjem službenom popisu stanovništva iz 2003. godine, općina Plav imala je 13.805 stanovnika, raspoređenih u 23 naseljena mjesta. 
Gradonačelnik Plava je Orhan Šahmanović iz Bošnjačke stranke, zajednički kandidat s DPS-om. u Plavu su ranije živjeli većinom age i begovi od kojih se izdvajaju plemena Redžepagići, Sabovići, Omeragići itd. 

## Znamenitosti
- Vezirova džamija u Gusinju.
- Kula Redžepagića koja potiče iz 16. stoljeća je ujedno i najstariji objekt u gradu ispod Prokletija.
- Crkva i manastir svete trojice u Brezojevicama kod Plava.
- Prirodne ljepote: Plavsko jezero, Alipašini izvori u Gusinju, Hridsko jezero, Visitorsko jezero, oko skakavice, grlja itd.

## Stanovništvo
Nacionalni sastav:
- Bošnjaci - 6.809 (49,32)
- Albanci - 2.719 (19,69)
- Srbi - 2.613 (18,92)
- Muslimani - 788 (5,70)
- Crnogorci - 765 (5,54)
- nacionalno neopredijeljeni - 39 (0,28)
- ostali - 72 (0,55)

Vjerski sastav:
- muslimani - 10.246 (74,21)
- pravoslavni - 3.348 (24,25)
- ostali - 146 (1,05)
- neopredijeljeni - 29 (0,21)
- ne vjeruju - 3 (0,02)
- nepoznato - 33 (0,26)

## Naseljena mjesta
Bogajići, 
Brezojevica, 
Dolja, 
Dosuđe, 
Đurička Rijeka, 
Gornja Rženica, 
Grnčar, 
Gusinje, 
Hoti,
Kolenovići, 
Kruševo, 
Martinovići, 
Mašnica, 
Meteh, 
Murino, 
Novšići, 
Plav, 
Prnjavor, 
Skić,
Velika, 
Višnjevo, 
Vojno Selo i
Vusanje,

## Nacionalni sastav po naseljenim mjestima
- Bogajići - uk.427, Bošnjaci - 374, Muslimani - 36, Albanci - 17
- Brezojevica - uk.947, Srbi - 679, Crnogorci - 141, Bošnjaci - 100, Muslimani - 22, neopredijeljeni - 2, Albanci - 1, ostali - 2
- Velika - uk.417, Srbi - 312, Crnogorci - 103, neopredijeljeni - 1, ostali - 1
- Višnjevo - uk.86, Albanci - 51, Bošnjaci - 28, ostali - 7
- Vojno Selo - uk.639, Bošnjaci - 246, Albanci - 148, Srbi - 147, Crnogorci - 56, Muslimani - 37, neopredijeljeni - 2, ostali - 3
- Vusanje - uk.866, Albanci - 864, Bošnjaci - 1, ostali - 1
- Gornja Rženica - uk.269, Srbi - 243, Crnogorci - 15, Albanci - 10, Muslimani - 1
- Grnčar - uk.191, Bošnjaci - 89, Srbi - 60, Muslimani - 22, Albanci - 11, Crnogorci - 4, neopredijeljeni - 3, ostali - 2
- Gusinje - uk.1.704, Bošnjaci - 1.175, Muslimani - 262, Albanci - 173, Crnogorci - 48, Srbi - 37, neopredijeljeni - 2, ostali - 7
- Dolja - uk.126, Muslimani - 49, Albanci - 40, Bošnjaci - 34, Crnogorci - 2, ostali - 1
- Dosuđe - uk.265, Bošnjaci - 155, Albanci - 46, Srbi - 43, Crnogorci - 13, Muslimani - 1, ostali - 7
- Đurička Rijeka - uk.274, Bošnjaci - 117, Albanci - 81, Srbi - 58, Muslimani - 17, neopredijeljeni - 1
- Kolenovići - uk.157, Bošnjaci - 138, Srbi - 13, Albanci - 3, Muslimani - 1, ostali - 2
- Kruševo - uk.340, Bošnjaci - 200, Albanci - 138, Muslimani - 2
- Martinovići - uk.689, Albanci - 650, Srbi - 25, Crnogorci - 9, ostali - 5
- Mašnica - uk.299, Srbi - 212, Crnogorci - 80, neopredijeljeni - 5, ostali - 2
- Meteh - uk.452, Bošnjaci - 390, Muslimani - 27, Srbi - 20, Crnogorci - 7, Albanci - 6, neopredijeljeni - 2
- Murino - uk.545, Srbi - 386, Crnogorci - 130, Albanci - 11, Muslimani - 9, neopredijeljeni - 4, ostali - 5
- Novšići - uk.82, Srbi - 75, Crnogorci - 6, neopredijeljeni - 1
- Plav - uk.3.615, Bošnjaci - 2.631, Albanci - 327, Srbi - 258, Muslimani - 220, Crnogorci - 139, neopredijeljeni - 16, ostali - 24
- Prnjavor - uk.944, Bošnjaci - 893, Muslimani - 31, Crnogorci - 12, Srbi - 5, Albanci - 1, ostali - 2
- Skić - uk.302, Bošnjaci - 234, Srbi - 40, Muslimani - 28
- Hoti - uk.169, Albanci - 141, Muslimani - 23, Bošnjaci - 4, ostali - 1

## Jezici
- bošnjački - 6.500 (47,08)
- srpski - 3.522 (25,51)
- albanski - 2.693 (19,50)
- crnogorski - 810 (5,86)
- bosanski - 192 (1,39)
- ostali i nepoznato - 88 (0,66)